# جويل هنري هيلدبراند
جويل هنري هيلدبراند (بالإنجليزية: Joel Henry Hildebrand) (16 نوفمبر 1881 - 30 أبريل 1983) هو مربي وكيميائي أمريكي مميز، كان باحثًا رائدًا في بحوث الكيمياء المتخصصة في السوائل وحلول الإلكتروليت.
تخرج هيلدبراند من جامعة بنسلفانيا في عام 1903، وعمل لفترة في الكلية قبل ذهابه إلى جامعة كاليفورنيا (بركلي) كأستاذ في الكيمياء عام 1913 وفي غضون 5 سنوات أصبح أستاذًا مساعدًا ثم بروفيسورًا، شغل منصب عميد كلية الكيمياء من عام 1949 حتى 1951 ثم اعتزل التدريس بدوام كامل لكنه بقي أستاذًا فخريًا في بيركلي حتى وفاته، وتم تسميت أحد قاعات الحرم الجامعي باسمه.